# 香槟沙隆区
香槟沙隆区，全称香槟地区沙隆区，是法国马恩省所辖的一个区。总面积1778平方公里，总人口100112，人口密度56人/平方公里（1999年）。主要城镇为香槟沙隆。

## 辖区
香槟沙隆区辖有8个县,共有100个市镇。